# 大垣内町 (枚方市)
大垣内町（おおがいとちょう）は、大阪府枚方市の町名。現行行政地名は大垣内町一丁目から大垣内町三丁目。住居表示は実施済み。

## 地理
枚方市の西部に位置し、東に宮之阪、西に岡山手町と朝日丘町、南西と南に東田宮、北に岡東町、北東に川原町と接している。

### 河川
- 天野川

## 世帯数と人口
2020年（令和2年）4月1日現在（枚方市発表）の世帯数と人口は以下の通りである。
| 丁目           | 世帯数  | 人口    |
| -------------- | ------- | ------- |
| 大垣内町一丁目 | 173世帯 | 349人   |
| 大垣内町二丁目 | 42世帯  | 49人    |
| 大垣内町三丁目 | 401世帯 | 817人   |
| 計             | 616世帯 | 1,215人 |

### 人口の変遷
国勢調査による人口の推移。
| 1995年（平成7年）  | 910人   | [ 6 ]  |  |
| 2000年（平成12年） | 977人   | [ 7 ]  |  |
| 2005年（平成17年） | 1,150人 | [ 8 ]  |  |
| 2010年（平成22年） | 1,294人 | [ 9 ]  |  |
| 2015年（平成27年） | 1,242人 | [ 10 ] |  |

### 世帯数の変遷
国勢調査による世帯数の推移。
| 1995年（平成7年）  | 361世帯 | [ 6 ]  |  |
| 2000年（平成12年） | 364世帯 | [ 7 ]  |  |
| 2005年（平成17年） | 496世帯 | [ 8 ]  |  |
| 2010年（平成22年） | 629世帯 | [ 9 ]  |  |
| 2015年（平成27年） | 624世帯 | [ 10 ] |  |

## 学区
市立小・中学校に通う場合、学区は以下の通りとなる（2018年1月時点）。
| 丁目           | 番・番地等 | 小学校                 | 中学校             |
| -------------- | ---------- | ---------------------- | ------------------ |
| 大垣内町一丁目 | 全域       | 枚方市立枚方第二小学校 | 枚方市立枚方中学校 |
| 大垣内町二丁目 | 全域       | 枚方市立枚方第二小学校 | 枚方市立枚方中学校 |
| 大垣内町三丁目 | 全域       | 枚方市立枚方第二小学校 | 枚方市立枚方中学校 |

## 事業所
2016年（平成28年）現在の経済センサス調査による事業所数と従業員数は以下の通りである。
| 丁目           | 事業所数  | 従業員数 |
| -------------- | --------- | -------- |
| 大垣内町一丁目 | 62事業所  | 476人    |
| 大垣内町二丁目 | 113事業所 | 1,431人  |
| 大垣内町三丁目 | 51事業所  | 439人    |
| 計             | 226事業所 | 2,346人  |

## 交通
- 大阪府道20号枚方富田林泉佐野線
- 大阪府道139号枚方茨木線

## 施設
- 枚方市役所
- 枚方警察署
- 枚方郵便局
- 大阪国税局 枚方税務署
- 大阪府立枚方高等学校

## その他

### 日本郵便
- 郵便番号 : 573-0027[3]（集配局：枚方郵便局[13]）。